# Селва Нера (Салерно)
Селва Нера је насеље у Италији у округу Салерно, региону Кампанија.
Према процени из 2011. у насељу је живело 49 становника. Насеље се налази на надморској висини од 179 м.